# Barrage de Fully
Le barrage de Fully (également appelé barrage de Sorniot) est un barrage-poids situé sur les hauts de Fully dans le canton du Valais en Suisse.

## Lac supérieur de Fully

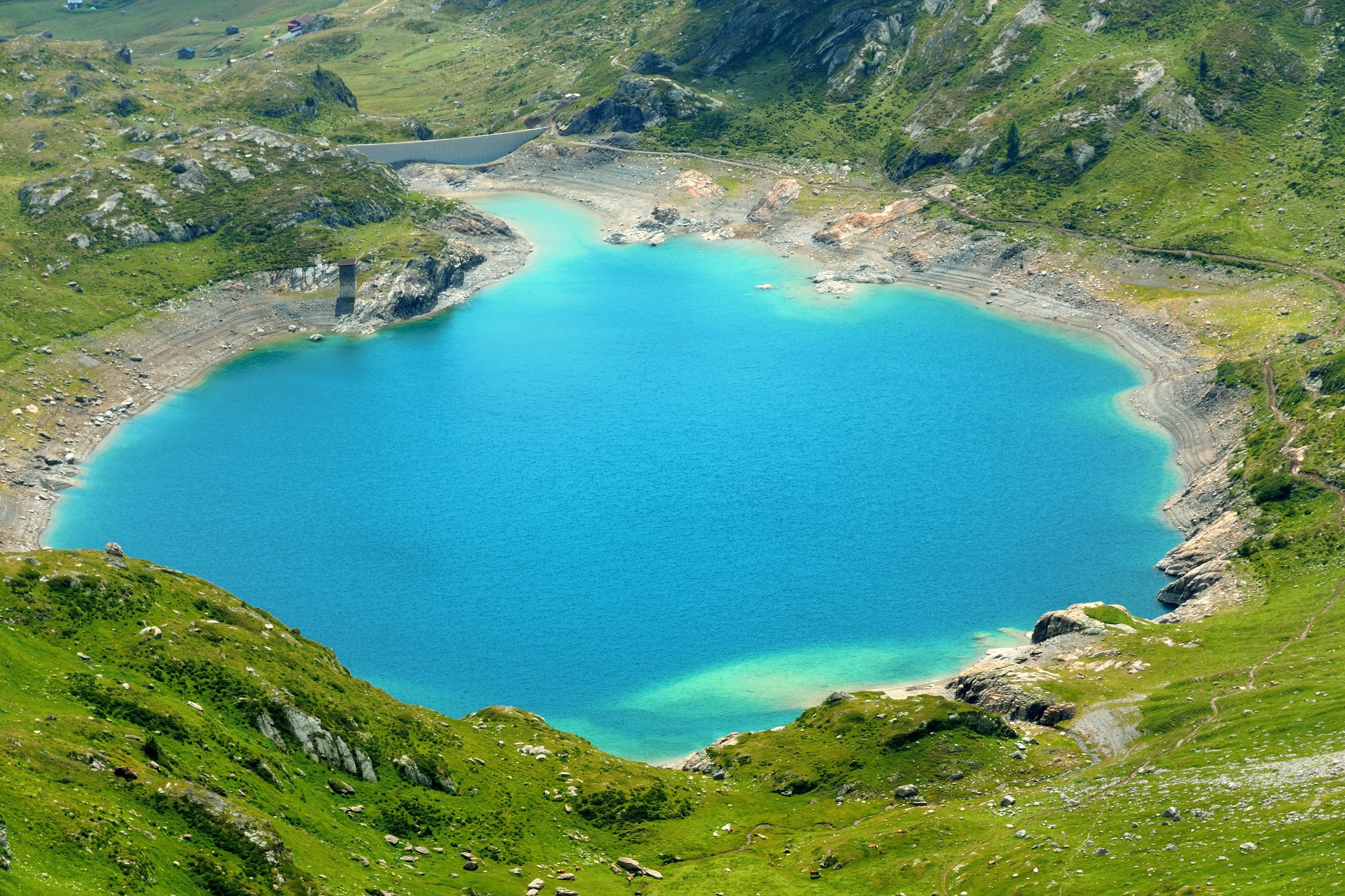
Lac supérieur de Fully vu depuis le col de Fenestral.

Le lac supérieur de Fully est à l'origine un lac naturel dont la capacité a été augmentée par la construction du barrage. Situé à une altitude de 2 130 m, Il peut contenir 5 200 000 m3 d'eau sur une surface de 0,22 km2 et d'une profondeur maximale de 46 m. 

## Histoire

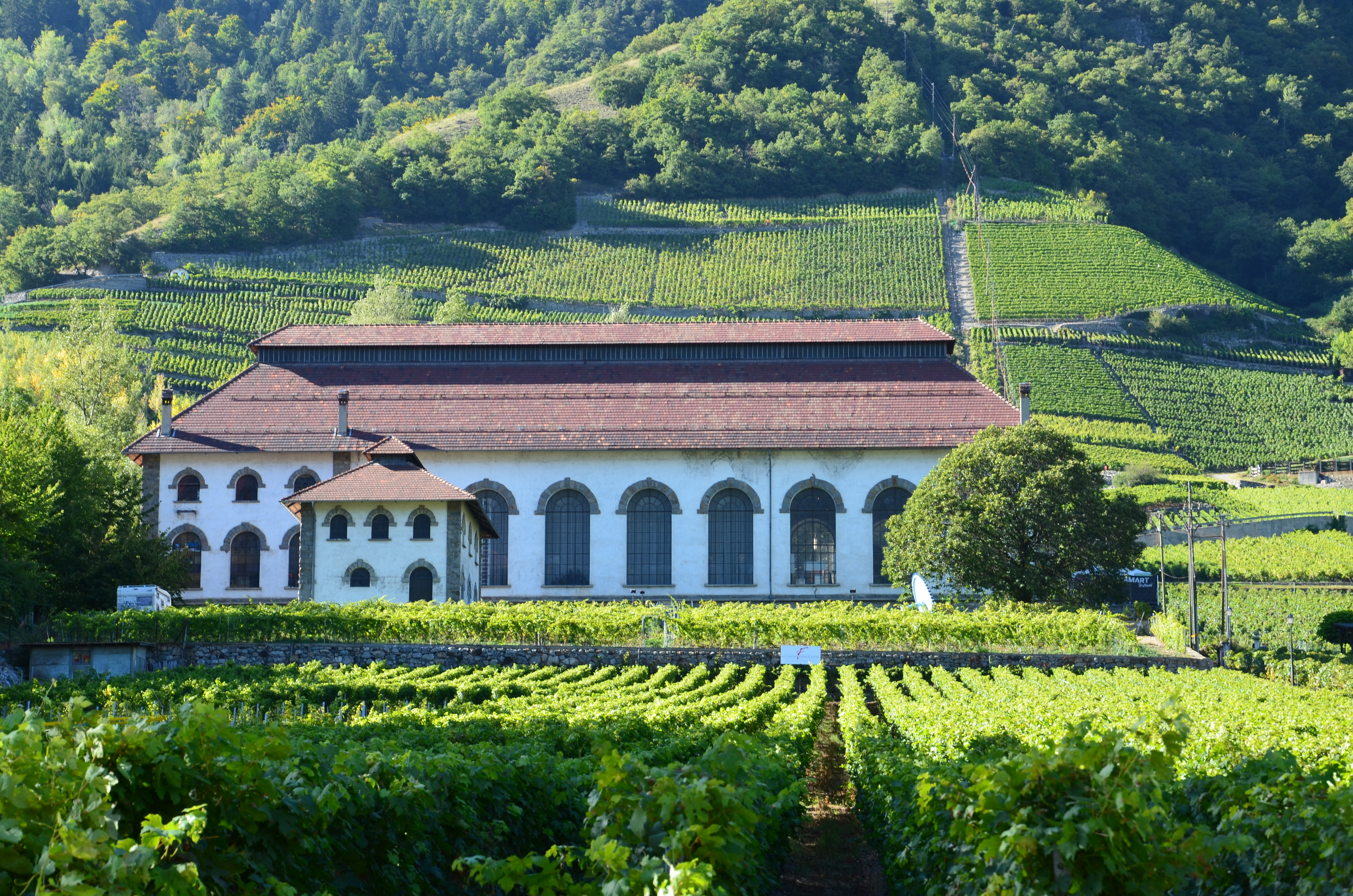
Belle Usine de Fully.

La construction du barrage a lieu durant les années 1912 à 1914 pour le compte de la Société d'électrochimie. Le lieu choisi est le lac supérieur de Fully, un lac naturel situé à 2 130 m d'altitude au pied des dents de Morcles et du Grand Chavalard sur les hauts de Fully. Un barrage-poids est érigé pour augmenter la capacité du lac. Un second lac naturel présent juste au-dessous, le lac inférieur de Fully, est utilisé comme réservoir pour le pompage-turbinage. Les seules voies d'accès au site sont des chemins de montagne escarpés. Des funiculaires sont installés pour permettre de monter les hommes et le matériel. Ils relient Fully jusqu'au lieu-dit les Garettes puis jusqu'au barrage en passant par un tunnel sous le col de Sorniot. Lors de sa mise en service en 1914, la conduite forcée offre une chute de 1 643 m jusqu'à l'usine hydroélectrique construite à Fully. C'est la plus haute chute de conduite forcée au monde. Ce record est ensuite battu par le barrage de la Dixence en 1934 avec une chute de 1 750 m,.
Après la mise en service de l'installation hydroélectrique, le tronçon supérieur du funiculaire est démontée en raison des risques d'avalanche sous le col. Un téléphérique est installé sur ce tronçon.
En 1922, Énergie Ouest Suisse rachète l'exploitation.
En 1959, l'usine hydroélectrique de Fully est rénovée. Les quatre turbines Pelton de 2,2 MW sont remplacées par un groupe unique de 6 MW.
Le 15 octobre 2000, à la suite d'importantes intempéries touchant tout le canton du Valais, une coulée de boue se déverse dans les vignobles de Fully et provoque l'évacuation de 2 000 personnes. Une rupture de la conduite forcée au lieu-dit les Garettes est en cause,. Cette catastrophe provoque l'arrêt de l'installation. En 2005, la société des Forces Motrices de Fully SA voit le jour et reprend l'exploitation du barrage. Trois paliers de turbinage sont alors construits, à Sorniot sous le barrage, aux Garettes et à Verdan à côté de l'ancienne usine,. Ce dernier bâtiment est alors rénové en lieu d'espace culturel sous le nom de « Belle-Usine ».

## Production d'électricité

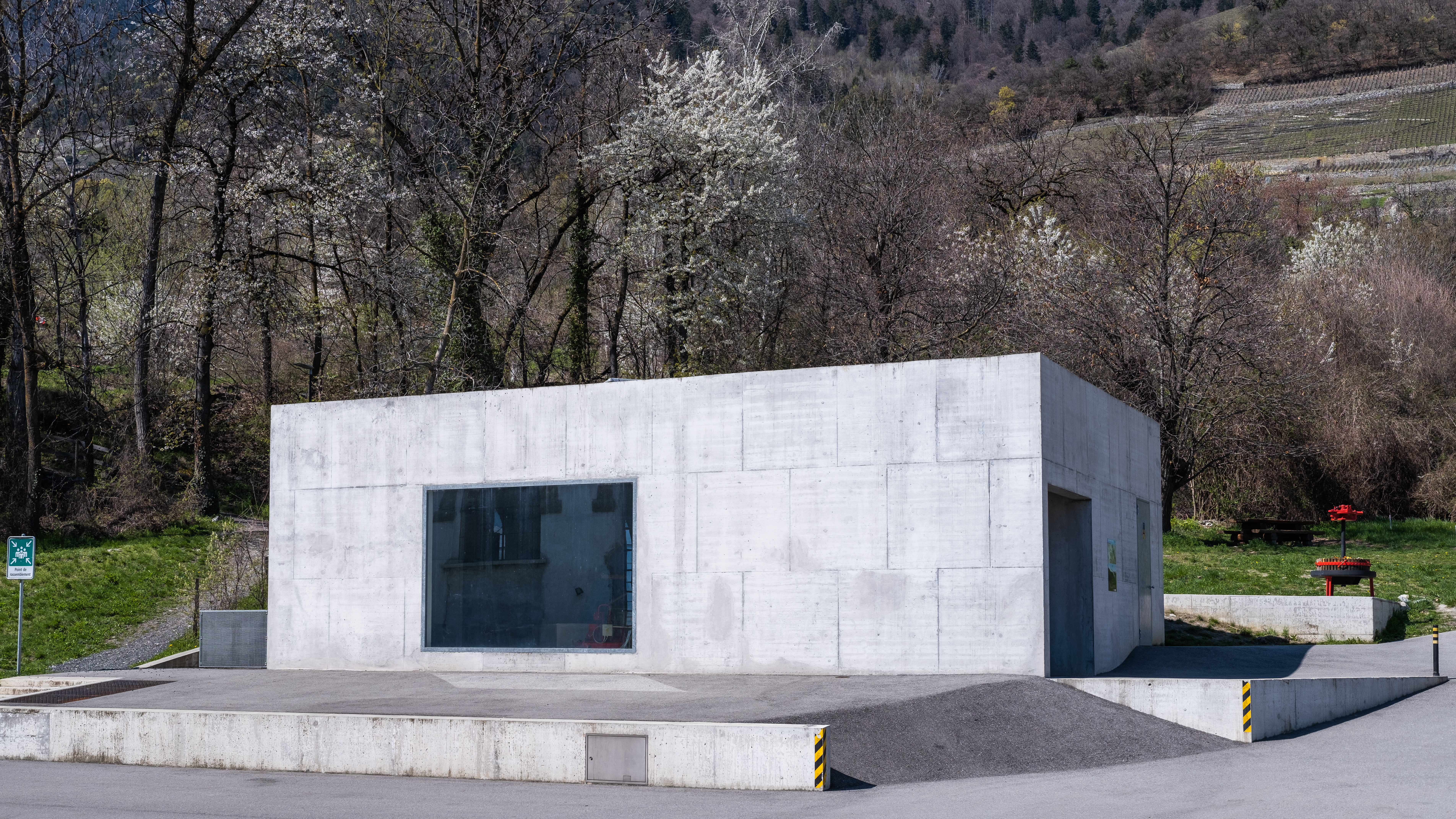
La centrale de Verdan.

La production d'électricité est assurée par trois sites de turbinage depuis 2017 : à Sorniot (puissance de 180 kW) en remplacement de la station de pompage-turbinage entre le lac inférieur et le lac supérieur de Fully, le second aux Garettes (880 kW) et le troisième à Verdan (2 130 kW). La production moyenne annuelle est de 9 GWh, qui correspond à 30 % des besoins en énergie de la commune de Fully.